# Flick of the Wrist
Flick of the Wrist (Golpe de muñeca) es una canción del grupo británico Queen, escrita por el cantante Freddie Mercury y editada como cara B del sencillo Killer Queen/Flick of the Wrist editado el 11 de octubre de 1974. Además integraba la cuarta pista del tercer LP de la banda Sheer Heart Attack editado el mismo año.
Al ser editada como cara B del sencillo provocó que esta canción sea mucho menos promovida, y por lo tanto no sea tan popular como su cara A Killer Queen.

## Composición
Se trata de una canción bastante pesada, con letras oscuras con un tono agresivo y cierto aire teatral, algo que puede parecer usual en las canciones de Queen. Una letra corrosiva que deja entrever como comenzaba a sentirse Mercury ante el hecho de que Queen, ya con tres producciones en catálogo, aún seguían siendo simples asalariados de los hermanos Sheffield, los dueños de Trident Studio. "Flick of the wrist and you're dead baby... Don't look back! It's a rip off,... All this time honey baby you've been had." Clara alusión a que "una vez estampada la firma en el contrato estás firmando tu sentencia, ¡no mires la parte de atrás! Es una estafa,... Y todo este tiempo te han utilizado."
Aunque se deja sentir la ira de Freddie en este tema, Flick of the Wrist apenas fue una antesala de la verdadera catarsis de Mercury, la cual se produjo con Death on two legs, donde incluye el dedicated to... y frases como was a fin on the back part of the deal...shark! que evoca una vez más lo que opinaba Mercury del contrato firmado con los Sheffield Brothers.
Esta pista se une con la quinta pista del disco Lily of the Valley.
- Datos: Q680677